# 各務原市立鵜沼第三小学校
各務原市立鵜沼第三小学校（かかみがはらしりつ うぬまだいさんしょうがっこう）は、岐阜県各務原市新鵜沼台四丁目にある公立小学校。

## 概要
- 各務原市鵜沼地区の小学校の一つであり、各務原市の小学校で一番東にある。
- 通学区域（自治会名による）は、東町第2、東町第4、シャトレ愛松鵜沼、アネックス、東町第5、山崎第1（3班～）、山崎第2、山崎第3、山崎第4、宝積寺、鵜沼台第1、鵜沼台第2、鵜沼台第3、鵜沼台第4、鵜沼台第5、鵜沼台第6、鵜沼台第7、鵜沼台第8、新鵜沼台第1、新鵜沼台第2、新鵜沼台第3、新鵜沼台第4、新鵜沼台第5、新鵜沼台第6、新鵜沼台第7、新鵜沼台第8、貞照寺、テラスノバ、桜木第1、桜木第2であり[1]、公立中学校の場合の進学先は各務原市立緑陽中学校である[2]。
- 各務原市鵜沼地区に新興住宅団地の「鵜沼台」「新鵜沼台」が造成されたことによる児童数増加に伴い開設された小学校である。校区は新興住宅団地のみではなく、鵜沼宝積寺町、鵜沼東町、鵜沼山崎町などは、開校時に各務原市立鵜沼第一小学校から編入された地域も含まれている。

## 沿革
- 1974年（昭和49年） - 開校。

## 交通機関
- 高山本線鵜沼駅より徒歩10分
- 名古屋鉄道各務原線・犬山線新鵜沼駅下車より徒歩13分
- 各務原市ふれあいバス　鵜沼線、東西線（朝夕便）「鵜沼第三小学校北」バス停下車、徒歩3分